# Centro Naval

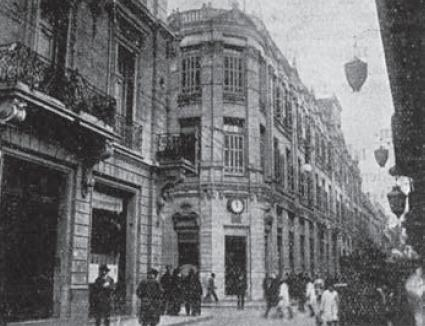
Centro Naval. Foto del domicilio de Santiago Albarracín, que hizo las veces de sede durante sus primeros años, ubicada en la esquina de las calles Reconquista y Corrientes, Buenos Aires.

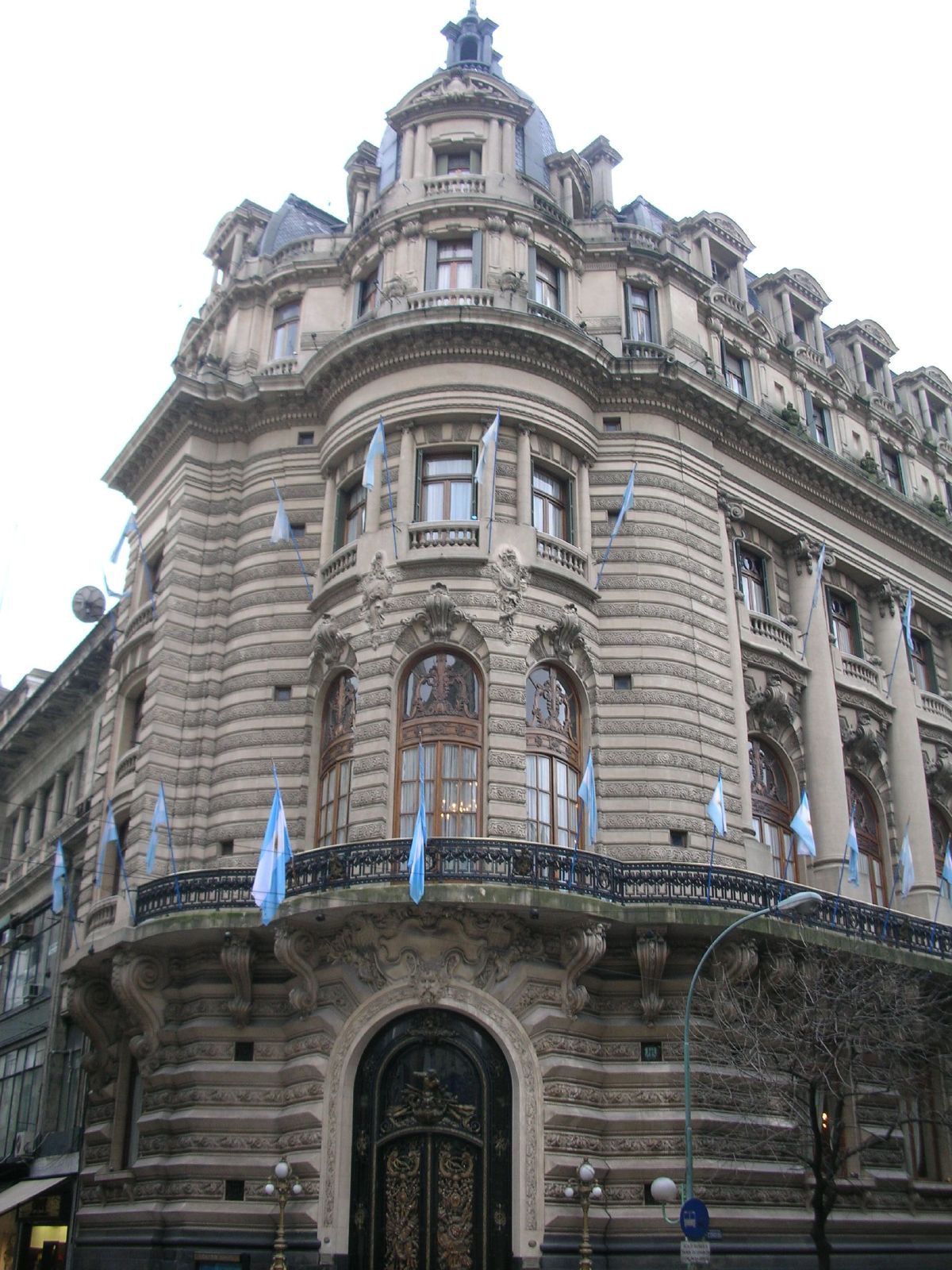
El edificio del Centro Naval en Florida y Av. Córdoba

El Centro Naval es un club fundado en Buenos Aires el 4 de mayo de 1882 por un grupo de jóvenes oficiales de la Armada Argentina egresados de las primeras promociones de la Escuela Naval Militar como «lugar de reunión donde ejercitar la sana camaradería, exponer sus inquietudes públicamente, dictar conferencias acerca de los avances tecnológicos de la profesión mediante las cuales se harían conocer los resultados de las exploraciones, experiencias y descubrimientos de todo tipo que sus asociados realizaran.»

## Historia

### Fundación
El Centro Naval fue fundado el 4 de mayo de 1884 en la casa del teniente Manuel García Mansilla en Buenos Aires. Esto respondió a una necesidad de la Armada Argentina de tener un lugar de encuentro para aquellos oficiales que no se conocían entre sí.
La primera comisión directa fue compuesta por:
- teniente Manuel García Mansilla, presidente;
- teniente Juan Piccaso, vicepresidente 1.º;
- teniente Leopoldo Funes, vicepresidente 2.º;
- subteniente Santiago J. Albarracín, secretario;
- Benito Goyena, secretario;
- comisario contador Carlos J. Barraza, secretario;
- capitán Andrés E. Gómez, vocal;
- capitán Luis D. Cabral, vocal;
- teniente Emilio Barilari, vocal;
- teniente Agustín del Castillo, vocal;
- teniente Atilio Barilari, vocal;
- teniente Francisco Rivera, vocal;
- teniente Eduardo O'Connor, vocal;
- teniente Hipólito Oliva, vocal;
- teniente Eduardo Lan, vocal;
- teniente Guillermo Pintos, vocal;
- subteniente Félix Dufourq, vocal.

Con motivo de la inauguración de su primer local, el teniente García-Mansilla dio un discurso, en uno de cuyos pasajes afirmaba:

Camaradas y Compañeros: Aceptad mi sincero agradecimiento por la distinción y honor que me habéis dispensado, nombrándome Presidente del Centro Naval. ¿Qué mayor satisfacción puede sentir un Oficial que la de verse apreciado y estimado por sus hermanos de armas? Inspirarles confianza, conciliarse su amistad, ¡estas son cosas que llenan el alma! El juicio de los iguales es siempre el más precioso porque es a la vez el más severo y el más seguro. Si solo contara con mis esfuerzos, camaradas, no podría responder a vuestra confianza, pero cuento con el apoyo de todos vosotros, cuento con vuestros consejos, con vuestros conocimientos, y, más que todo, cuento con vuestra indulgencia.
Manuel José García-Mansilla

Otro discurso de García-Mansilla:

Como consecuencia del móvil que nos anima y del noble estimulo que sabe evocar, veremos magnificarse los esfuerzos de los oficiales, dedicándose con especial anhelo al trabajo, que eleva y fortifica; teniendo siempre por base, señores, la guía más segura del soldado: la disciplina (...) Estimulados por el ejemplo recíproco, ajenos a mezquinas rivalidades, animados por los sentimientos de verdadero compañerismo, llegará la Marina a convertirse en una numerosa familia, en la cual se desarrollarán forzosamente los grandes sentimientos de abnegación y patriotismo, y el día en que la patria nos confíe el honroso deber de defenderla, unidos, y siempre unidos, le haremos un baluarte con nuestros pechos.
Manuel José García-Mansilla

## Sede actual

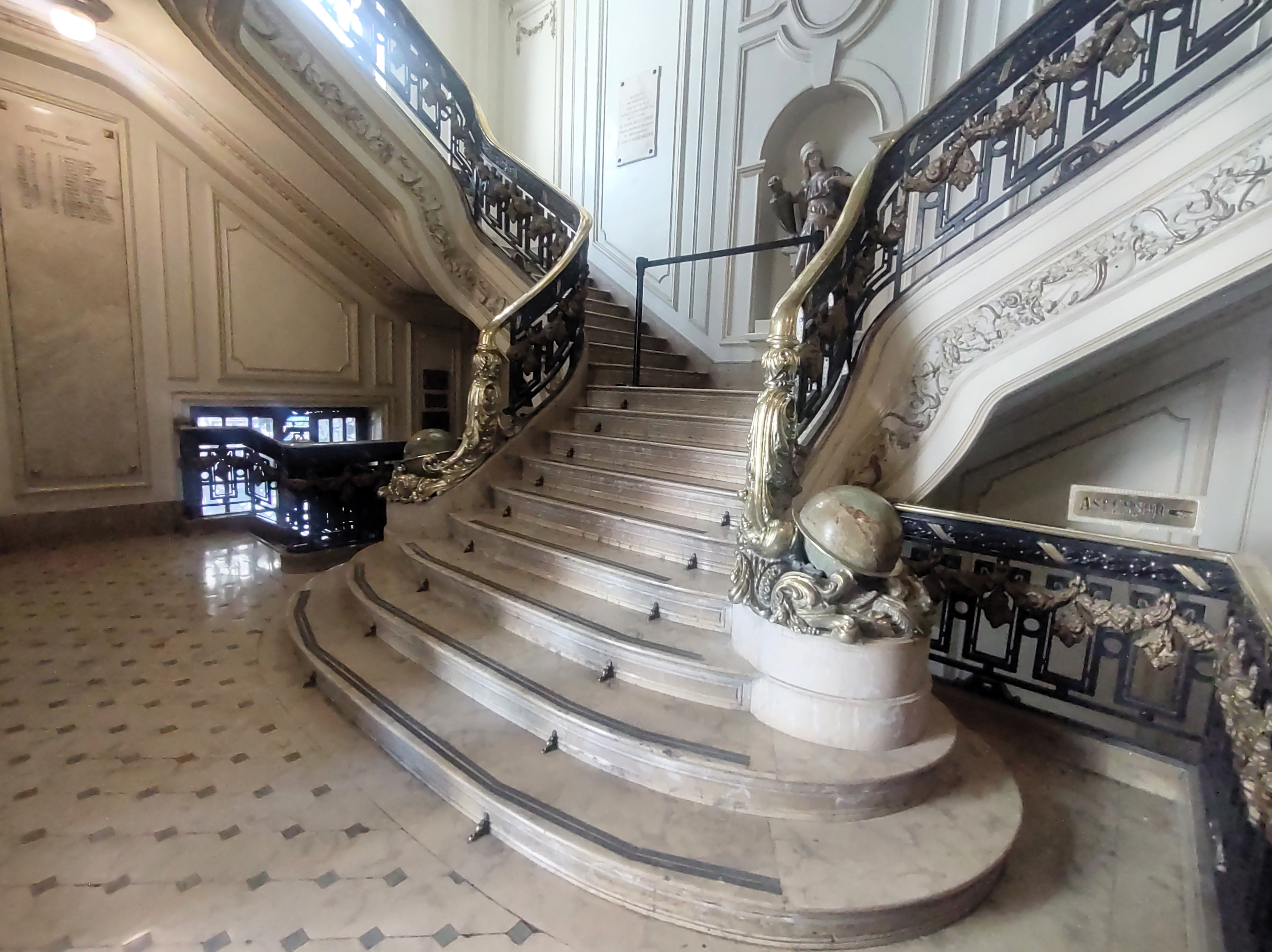
Escalera en planta baja.

La sede del Centro se encuentra ubicada en la calle Florida 801 (esquina Avenida Córdoba) de la ciudad de Buenos Aires, Argentina. Fue proyectada por los arquitectos franceses Jacques Dunant y Gastón Mallet en fastuoso estilo academicista y se inauguró en 1914. Sus fachadas fueron ejecutadas en símil piedra París y sus puertas de ingreso y demás trabajos de herrería estuvieron a cargo de Luis Tiberti. Anteriormente, la sede del Centro se encontraba en Adolfo Alsina 438.

## Actividades

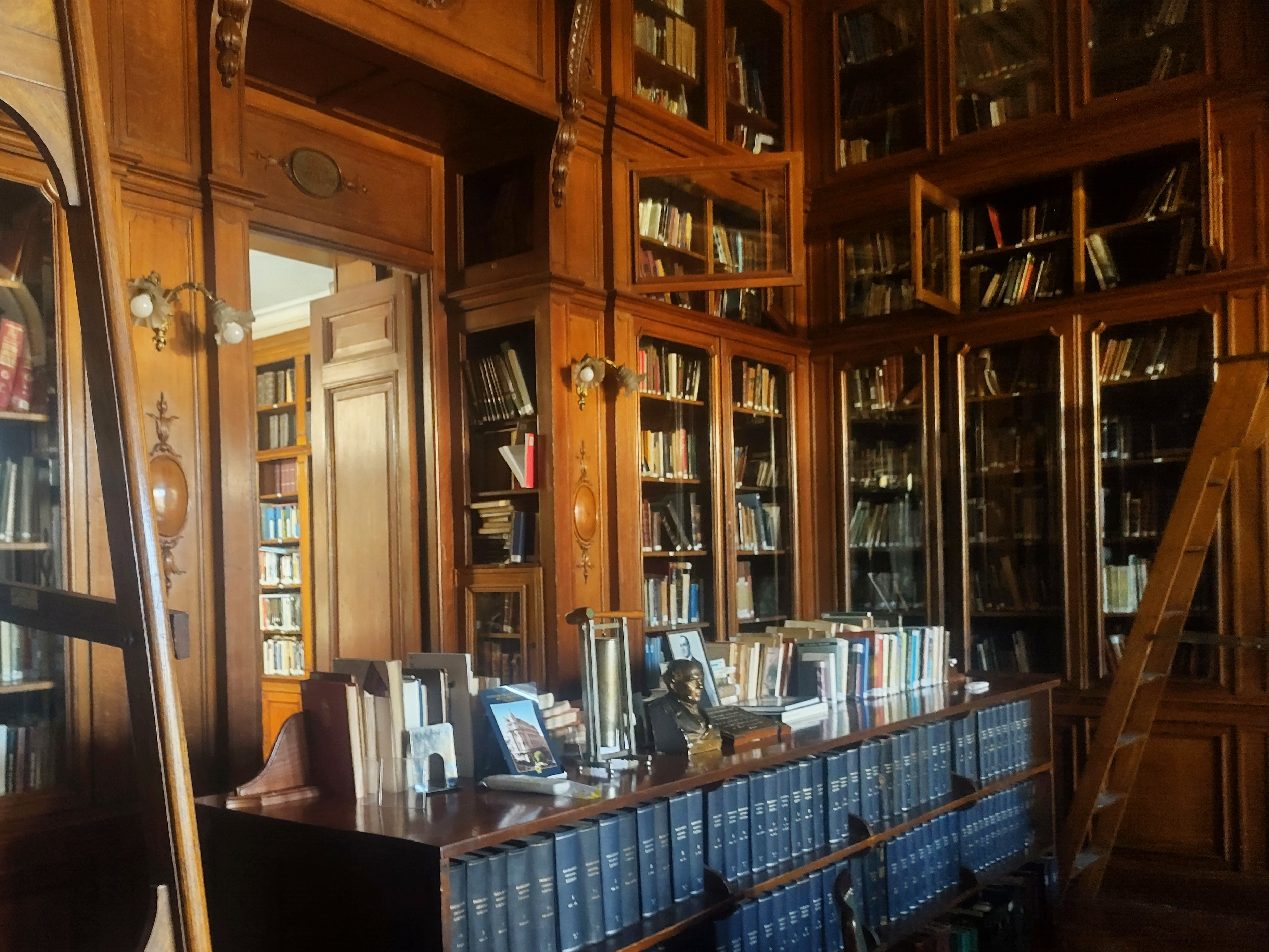
Biblioteca

El Centro Naval realiza actividades académicas, culturales, sociales, de edición de libros, deportivas y recreativas.
El Centro es destacado por la práctica del rugby.